# Jacques-Pierre Orillard de Villemanzy
Jacques-Pierre Orillard, comte de Villemanzy, est un militaire et un homme politique français, né le 5 janvier 1751 à Amboise et mort le 3 septembre 1830 à Versailles.

## Biographie
Jacques-Pierre Orillard de Villemanzy est le fils de Pierre Orillard de Villemanzy, avocat au bailliage et siège présidial de Blois, conseiller du roi, lieutenant général au bailliage d'Amboise et bailli du duché-pairie de Choiseul-Amboise, et de Jeanne-Henriette-Émilie de La Haye (veuve en premières noces de Jacques Lorin de Bray).
À 16 ans, il entame une carrière militaire qui va durer plus de 40 années, de 1768 à 1809. Il entre dans l'administration de la guerre et fait comme tel la campagne d'Amérique de 1780 à 1783 sous les ordres de Rochambeau.
À la Révolution, il est nommé commissaire ordonnateur à l'armée du Rhin, puis à l'armée d'Italie, où Bonaparte le distingue et le nomme inspecteur ordinaire aux revues. Après le coup d'État du 18 brumaire, il devient chef de la comptabilité au ministère de la Guerre, puis inspecteur général aux revues. 
Nommé membre de la Légion d'honneur le 5 février 1804 (15 pluviose an XII), il est officier le 17 janvier 1805 et commandeur le 11 juillet 1807.
il est nommé le 11 décembre 1809 membre du Sénat conservateur, et reçoit le titre de comte de l'Empire le 9 mars 1810.
Ayant adhéré à la déchéance de l'empereur, il devient pair de France le 4 juin 1814. Aux Cent-Jours, il n'exerce aucune fonction. À la Chambre haute, il vote en décembre 1815 la mort dans le procès du maréchal Ney, défend les libertés constitutionnelles et se montre opposé aux lois d'exception. Mais il perd son emploi en 1816[réf. nécessaire].
À titre de compensation, on le nomme le 10 janvier 1816 membre du grand conseil d'administration des Invalides et le 8 mai suivant président de la commission de surveillance de la Caisse des dépôts et consignations, poste qu'il occupe jusqu'en 1819 puis de 1826 à 1829. Il est également fait grand officier de la Légion d'honneur en 1816. 
Il est nommé grand-croix de la Légion d'honneur le 22 mai 1825.
Il meurt le 3 septembre 1830 à Versailles, à 79 ans.
Le nom de Villemanzy ainsi que le titre de pair de France sont alors transmis à son gendre Théodore Bonnin de La Bonninière de Beaumont.

### Famille
Il épouse en 1802 Élisabeth-Françoise-Marguerite Baudon de Mony (1774–1830), fille de Charles Guillaume Baudon de Mony, directeur des domaines et droits y joint à Montpellier, et d'Anne Elisabeth Puissant. Le couple aura trois filles :
- Cécile de Villemanzy (1803 – 1881), qui épouse en 1820 Théodore Bonnin de la Bonninière, marquis de Beaumont, comte de Villemanzy (1791 – 1865), lieutenant-colonel de cavalerie
- Élisabeth de Villemanzy (1805 – 1857), qui épouse en 1824 Joseph, baron de Falentin, vicomte de Saintenac (1783 – 1847)
- Mathilde de Villemanzy (1811 – 1891), qui épouse en 1831 Prosper-Charles, marquis de Raincourt (1810 – 1885)

### Distinctions
Outre la Grand-croix de la Légion d'honneur, Villemanzy est également :
- chevalier de Saint-Louis
- membre de l'ordre de Cincinnatus
- Chevalier de la couronne de fer d’Italie,
- Grand-croix de la Couronne de Bavière
- Commandeur de l'ordre militaire de Saint-Henri de Saxe

Il fait partie des 660 personnalités à avoir son nom gravé sous l'arc de triomphe de l'Étoile. Il apparaît sur la 10e colonne (l’Arc indique Villemansy).

## Hommages posthumes
- Son nom fut donné en 1886 à l’hôpital militaire des Colinettes dans le quartier de la Croix-Rousse à Lyon près de 20 ans après son décès. Ce lieu est devenu une annexe de l'École de santé militaire puis, depuis 1990, la Résidence internationale Villemanzy pour les chercheurs et universitaires étrangers[2].
- La 18e promotion de l'École militaire supérieure d'administration et de management (EMSAM 2001-2003) porte son nom.
- Le 7 juin 2019, la salle d'Honneur du centre expert des ressources humaines solde du service de santé des armées (CERHS-SSA), stationné sur l'îlot Sainte-Anne Est à Toulon, a été inaugurée en se voyant attribuer son nom, symbole du trait d'union qui lie le SSA et le service du commissariat aux armées chargé de la solde.

## Sources
- « Jacques-Pierre Orillard de Villemanzy », dans Adolphe Robert et Gaston Cougny, Dictionnaire des parlementaires français, Edgar Bourloton, 1889-1891 [détail de l’édition]
- Pierre-Armel de Beaumont, L'Intendant général des armées de Napoléon : Le Comte de Villemanzy (1751-1830), éditions SPM, 2000  (ISSN 1148-7933) -  (ISBN 2-901952-32-1)
- Inventaire du Fonds Villemanzy aux archives d'Indre-et-Loire